# Taira no Koremori
Taira no Koremori (平 維 盛; 1158 – 10 maggio 1184) è stato un nobile e militare giapponese, uno dei principali comandanti Taira durante la guerra di Genpei.

## Biografia
Primo figlio di Taira no Shigemori (primogenito erede di Taira no Kiyomori). Fratello di Taira no Sukemori, Taira no Kiyotsune, Taira no Arimori, Taira no Moromori, Taira no Tadafusa e Taira no Munezane (adottato tra i Fujiwara).
Al contrario del padre Shigemori, che era un coraggioso guerriero, Koremori crescendo divenne un giovane nobile di bell'aspetto che amava la poesia e la musica.
Allo scoppio della guerra di Genpei, nel 1180, Koremori aveva 22 anni; nel settembre dello stesso anno fu inviato dallo zio Kiyomori contro Minamoto no Yoritomo e i suoi alleati Takeda. Durante la marcia verso la provincia di Suruga l'esercito di Koremori soffrì per la mancanza di rifornimenti e scoprì che le forze Taira in loco, che avevano sconfitto Yoritomo due mesi prima nella battaglia di Ishibashiyama, erano a loro volta state attaccate dai Takeda e distrutte. L'armata di Koremori si trovò così ad arrivare demoralizzata nella proncincia di Suruga e si accampò sulla riva occidentale del fiume Fuji. La notte del 9 novembre i Minamoto e i loro alleati attaccarono la forza di Koremori nella battaglia di Fujigawa sollevando in volo un grosso stormo di uccelli acquatici; non appena i generali Taira, grazie agli uccelli, si accorsero di essere sotto attacco, decisero che l'esercito non era in condizione di combattere. Così Koremori, pur non volendo, fu costretto a ordinare la ritirata prima ancora che il grosso del suo esercito fosse stato coinvolto nel combattimento. Ben presto la ritirata si tramutò in una rotta disordinata e l'armata Taira si disperse per i boschi tanto che quando Koremori tornò a Kyoto aveva solo dieci cavalieri con sé. Fu duramente rimproverato dallo zio Kiyomori per la sua codardia e gli fu impedito l'ingresso nella capitale.
A marzo dell'anno successivo combatté al fianco dello zio Shigehira nelle battaglie di Sunomatagawa e Yahagigawa, sconfiggendo Minamoto no Yukiie e recuperando l'onore perduto.
a seguito della morte di Kiyomori nel 1181 (a cui succede il figlio Munemori) la guerra fu sospesa per due anni per una grave carestia. Quando nel marzo 1183 i Taira riformarono un grande esercito Koremori ne assunse il comando e il 10 marzo partì da Kyoto al comando di una forza di 40.000 uomini e marció contro Minamoto no Yoshinaka, che aveva formato un esercito nel nord. Per due mesi assediò la fortezza di Hiuchiyama (provincia di Echizen), riuscendo infine a catturarla e sconfiggendo Yoshinaka che fuggì a nord. Proseguì poi la sua marcia inseguendo il nemico.
Giunto ai passi di montagna che collegano l'Honshū occidentale all'orientale Koremori divise le sue forze in due: una parte avrebbe dovuto attraversare il passo Kurikara nelle montagne Tonamiyama entrando nella provincia di Etchū da Kaga, mentre l'altro entró nella provincia di Etchū da nord attraverso la provincia di Noto. Ma il 2 giugno 1183 Minamoto no Yoshimasa tagliò la strada alle sue forze che tentavano l'attraversamento del passo Kurikara, e, facendogli credere di avere molti più uomini di quanti ne avesse in realtà mediante uno stratagemma, li bloccò nel passo fino al calar del buio. Al tramonto attaccó battaglia aggirando l'armata Taira e prendendone alle spalle il corpo principale, in questo modo 5000 guerrieri Minamoto, sfruttando il buio e il terreno di montagna riuscirono a sconfiggere i di 40.000 di Koremori. (battaglia di Kurikara)
Koremori si ritirò ma fu inseguito e nuovamente sconfitto nella battaglia di Shinohara. Rientrato a Kyoto insieme al resto del clan e alle truppe rimaste seguì Munemori nella ritirata a Yashima (Shikoku).
Molte sono le leggende sulla sua morte: nell'Heike Monogatari si racconta che nel 1184 subito dopo la battaglia di Ichi-no-Tani si trovava a Yashima e fuggì di nascosto dalla roccaforte Taira per ricongiungersi alla sua famiglia rimasta a Kyoto, tuttavia lungo la strada incontrò il sant'uomo Takiguchi Tokiyori sul monte Kōya e si fece Monaco, recandosi in pellegrinaggio a Kumano. Dopo aver ricevuto gli incoraggianti insegnamenti del buddismo della terra pura, abbandonò le sue credenze, salì a bordo di una barca a Hama-no-miya, e si suicidò gettandosi in mare.
Altre fonti affermano che si affogò gettandosi da una barca dopo l'ennesima sconfitta del suo clan alla battaglia di Yashima.